# Wojciech Czerwosz
Wojciech Czerwosz (ur. 28 marca 1913 w Łopusznej, zm. 1986 w Warszawie) – polski rzeźbiarz i medalier, autor wycinanek. 

## Życiorys
W latach 1926–1930 uczył się w Szkole Przemysłu Drzewnego w Zakopanem, której dyrektorem był Karol Stryjeński. W 1931 rozpoczął naukę w Państwowej Szkole Sztuk Zdobniczych w Krakowie, którą zakończył w 1936 roku. W latach 1936–1939 studiował na krakowskiej Akademii Sztuk Pięknych u profesora Edwarda Wittiga, który po trzech latach powołał go na swojego asystenta. Karierę akademicką przerwała wojna. Po jej zakończeniu kontynuował naukę u profesora Xawerego Dunikowskiego. Dyplom obronił w 1947 r. Był pierwszym mieszkańcem Łopusznej, który uzyskał wyższe wykształcenie. Ożenił się z artystką Zofią Rendzer. W roku 1949 przeniósł się wraz z żoną do Kielc, a niedługo później do Warszawy, gdzie zamieszkał w jej rodzinnym domu na Saskiej Kępie. Wraz z innymi artystami pracował przy odbudowie stolicy i restauracji zabytków, rzeźb i pomników. Żył i tworzył w Warszawie do końca swoich dni. Został pochowany w Łopusznej.

## Twórczość
Był wszechstronnym artystą. Zajmował się rzeźbą, medalierstwem, projektowaniem monet, grafiką i ceramiką. Był także autorem licznych wycinanek.

### Rzeźby
Do jego znanych rzeźb należą kompozycja figuralna – „Kobieta”, „Narciarz” oraz „Święty Józef”. Na gmachu Zespołu Szkół nr 77 na rogu ulic Katowickiej i Zwycięzców na Saskiej Kępie, zachowała się wykonana przez niego płaskorzeźba przedstawiająca warszawską Syrenkę.

### Medale
Od połowy lat sześćdziesiątych XX w. uprawiał medalierstwo. W 1969 r. otrzymał główną nagrodę w międzynarodowym konkursie „Uno A Erre” w Arezzo we Włoszech. Zwycięski medal w tematyce sportowej przedstawia wioślarza, którego odbicie przeobraża się w syrenkę. Wśród jego prac znajdziemy także przedstawienia Henryka Wieniawskiego, Ignacego Domeyko, Kazimierza Pułaskiego czy Władysława Reymonta.

### Monety
Był również autorem monet. Współpracował z Mennicą Państwową, dla której wykonywał projekty monet kolekcjonerskich, jak np. srebrna 100-złotówka „Żubr – Ochrona Środowiska”.

### Wycinanki
Jego pasją były wycinanki, które z czasem stały się głównym sposobem artystycznej ekspresji. Prace tworzone były przede wszystkim z czarnego papieru, a także z nienaświetlonych klisz rentgenowskich. Powstały również większe prace wycinankowe w płycie wiórowej. W celu segregacji i zabezpieczenia prac, artysta gotowe już wycinanki naklejał na biały karton za pomocą gumy arabskiej bądź zwykłego kleju do papieru. W wielu pracach podejmował tematykę żubrów, które miał okazję obserwować w rodzimej Łopusznej, w związku z nieudaną próbą osadzenia tam tych zwierząt. Innym motywem przewijającym się w jego pracach były syreny i syrenki, które w formie wycinanek można znaleźć m.in. w zbiorach Muzeum Warszawy. Powstała również oddzielna seria wycinanek przedstawiających tańce do książki „Folklor regionu Opoczyńskiego” autorstwa Jana Piotra Dekowskiego i Zbigniewa Hauke.

## Nagrody
1969 – pierwsza nagroda na międzynarodowym konkursie „Uno A Erre” w Arezzo we Włoszech za medal o tematyce sportowej „Wioślarz”.

## Wystawy
1949
- „Wystawa Bieżąca związku Polskich Artystów Plastyków w Kielcach”,
- „Narciarz”– odlew gipsowy,

1959
- „Wystawa Współczesnej Sztuki Religijnej” organizowana przez Klub Inteligencji Katolickiej w Warszawie,
- „Kapliczka”,
- „Madonna”,

1966
- „Sztuka Medalierska w Polsce Ludowej” organizowana przez Muzeum Sztuki Medalierskiej we Wrocławiu,
- „Tym co na Morzu”,
- „XX rocznica powrotu Ziem Zachodnich i Północnych do Macierzy”,

1969
- „Matka i dziecko w polskim medalierstwie współczesnym” – wystawa z okazji Kongresu UNICEF,
- „Wystawa prac z Ogólnopolskich plenerów” w Orońsku,
- „Ogólnopolska wystawa medalierstwa”,
- „Wioślarz”,
- „Millenium Polionae”,
- „1000-lecie Rzemiosła Polskiego”,
- „Ecce Homo”,
- „Mater Dolorosa”,
- „Matka”,

2019
- Wystawa w Muzeum Papiernictwa w Dusznikach-Zdroju.